# Équipe de Pologne féminine espoir de kayak-polo
L'équipe de Pologne féminine espoir de kayak-polo est l'équipe féminine espoir qui représente la Pologne dans les compétitions majeures de kayak-polo.

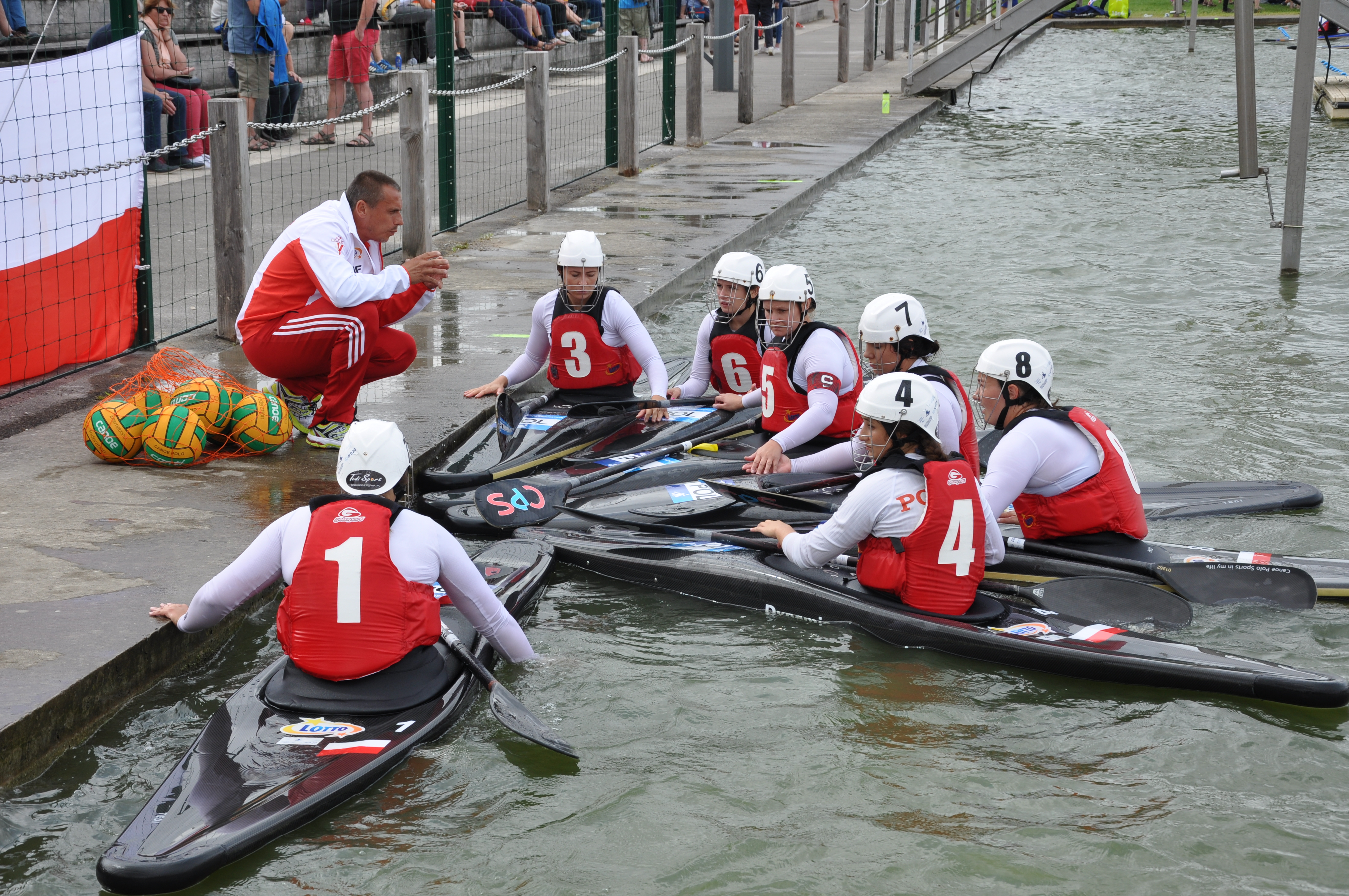
Equie de Pologne U21 de kayak-polo en 2017

Elle est constituée par une sélection des meilleures joueuses polonaises âgées de moins de 21 ans.

## Joueuses actuelles
Sélection pour les Championnats du monde de kayak-polo 2012
| Numéro | Nom                   | Club | Date de naissance |
| ------ | --------------------- | ---- | ----------------- |
| 1      | Malgorzata Czekan     |      |                   |
| 2      | Klaudia Sachmerda     |      |                   |
| 3      | Natalia Pacyga        |      |                   |
| 4      | Katarzyna Stankiewicz |      |                   |
| 5      | Magdalena Klucznik    |      |                   |
| 6      | Anna Dukindorf        |      |                   |
| 7      | Kamila Bujnicka       |      |                   |
| 8      | Marlena Madej         |      |                   |
| 9      | Paula Ledniowska      |      |                   |